# Andrew Parker (Politiker)
Andrew Parker (* 21. Mai 1805 im Cumberland County, Pennsylvania; † 15. Januar 1864 in Mifflintown, Pennsylvania) war ein US-amerikanischer Politiker. Zwischen 1851 und 1853 vertrat er den Bundesstaat Pennsylvania im US-Repräsentantenhaus.

## Werdegang
Andrew Parker besuchte die öffentlichen Schulen seiner Heimat und studierte danach bis 1824 am Dickinson College in Carlisle. Nach einem anschließenden Jurastudium und seiner 1826 erfolgten Zulassung als Rechtsanwalt begann er in Lewistown in diesem Beruf zu arbeiten. Zeitweise war er auch stellvertretender Bezirksstaatsanwalt (Deputy Attorney General) im Mifflin County. Ab 1831 war er im Mifflintown ansässig, wo er weiterhin als Anwalt praktizierte. Politisch wurde er Mitglied der Demokratischen Partei.
Bei den Kongresswahlen des Jahres 1850 wurde Parker im 17. Wahlbezirk von Pennsylvania in das US-Repräsentantenhaus in Washington, D.C. gewählt, wo er am 4. März 1851 die Nachfolge von Samuel Calvin antrat. Bis zum 3. März 1853 konnte er eine Legislaturperiode im Kongress absolvieren. Diese war von den Ereignissen im Vorfeld des Bürgerkrieges geprägt. Nach seiner Zeit im US-Repräsentantenhaus war Andrew Parker wieder als Rechtsanwalt in Mifflintown tätig, wo er am 15. Januar 1864 verstarb.